# Potok Paprocański
Potok Paprocański – niewielki strumień długości ok. 1 kilometra znajdujący się w południowo-wschodniej części Tychów zasilany głównie ściekami oraz zrzutami kanalizacji deszczowej z obszaru osiedli P, O oraz N, uchodzi do Gostyni w pobliżu osiedla Z.